# Jean-François Humbert
Pour les articles homonymes, voir Humbert.
Jean-François Humbert, né le 17 octobre 1952 à Besançon, est un homme politique français, président du conseil régional de Franche-Comté de 1998 à 2004 et sénateur du Doubs de 1998 à 2014.

## Biographie
Issu d'une famille du Haut-Doubs, Jean-François Humbert est né à Besançon à la clinique de la Mouillère.
Après avoir été élève du lycée St. Jean, il étudie le droit, toujours à Besançon. Afin de payer ses études il travaille comme facteur, ouvrier à la Rhodia, moniteur, pion. Maître en droit il devient conseiller juridique puis chargé de mission. 
Il est marié et père de trois filles.
Il a été conseiller régional de 1986 à 2008.
En 1998, il est tête de liste aux élections régionales. Pendant la campagne, plusieurs fois interrogé par les journalistes, il déclare : "je ne ferai pas d'accord avec le Front national".
Jean-François Humbert est élu président (UDF) du conseil régional de Franche-Comté en 1998, avec les voix du Front national. Il démissionne. Après 14 heures de négociation avec ses colistiers (pas tous d'accord) et les élus PS, un "code" de bonne conduite est trouvé. Il est réélu : la gauche (hors MDC), qui comptait autant d'élus que la droite républicaine, s'abstient ; le FN vote contre. La gouvernance de la région est assurée sans conflit permanent.
La même année, il est élu sénateur du Doubs.
Durant son mandat de président, il suspend le versement des indemnités d'un élu pour cause d'absentéisme chronique. Il est le premier, en France, à prendre une telle décision.
Giscardien convaincu depuis 1973, il fut responsable national du Parti populaire pour la démocratie française (composante de l'UDF). Dès sa création et persuadé que pour gagner l'union fait la force, il rejoint l'Union pour un mouvement populaire (UMP) à sa création, en 2002. Il devient conseiller politique de la Présidence.
Lors des élections régionales 2004 il fait face aux divisions de la droite. Il souhaite une union au premier tour plutôt qu'une fusion entre les deux tours. Il veut préserver une ligne de conduite et éviter le marchandage de places. Malgré ses efforts, l'UDF refuse. Il est battu par le socialiste Raymond Forni (46,82 %) : il perd ainsi la présidence du conseil régional et devient président du groupe d'opposition.
En mars 1992 il est élu conseiller général dans le canton du Russey et est réélu, dès le premier tour en mars 1998. Il démissionne en novembre de la même année afin d'éviter le cumul des mandats à la suite de son élection au Sénat.
Le 21 septembre 2008, il est le seul candidat de droite à conserver son siège de sénateur du Doubs au second tour. Il est élu au second tour avec 9 voix d'avance. Il est membre de la commission des affaires européennes et de la commission de la culture, de l'éducation et de la communication.
Il renonce à se présenter à l'élection régionale de 2010 en Franche-Comté. La veille du dépôt des listes, des personnes ayant accepté d'être candidats à ses côtés, se désistent. L'engagement financier de précampagne et les agissements au sein de l'UMP lui font prendre du recul. Il fonde un groupe http://www.certifie-franche-comte.com avec dans ses statuts "l'éthique" comme principe d'engagement.
Depuis son second mandat, il est membre des commissions des affaires européennes, de la culture, de l'éducation et de la communication. Engagé pour la cause tibétaine, il est depuis 2010, président du groupe d'information internationale sur le Tibet.
Il est secrétaire du Sénat et président de la commission d'enquête sur le dopage.
Passionné de sport, il est ceinture noire de judo et supporter fidèle du FC Sochaux - Montbéliard.
Jeune élu il a refusé les palmes académiques. Jacques Chirac lui a décerné et remis la légion d'honneur.
Il se présente aux élections municipales de 2014 à Besançon comme candidat "libre et indépendant' et assure vouloir "incarner le centre" dans cette élection. À cette occasion, il annonce qu'il n'est plus membre de l'UMP. Il fait moins de 5 % et ne peut se maintenir au second tour. Il n'est pas candidat lors des élections sénatoriales de 2014 et annonce se retirer de la vie politique pour raisons de santé. Il vote en faveur d'Éric Alauzet au 1er tour des élections municipales de 2020.

## Synthèse des mandats
- 1986 - 2010 : conseiller régional de Franche-Comté
- 1992 - 2004 : conseiller général du Doubs (canton du Russey)
- 1998 - 2004 : président du conseil régional de Franche-Comté
- 1998 - 2014 : sénateur du Doubs
- 2010 - 2014 : Secrétaire du Sénat, Président du groupe d'information internationale sur le Tibet